# Liste des titres musicaux numéro un au Royaume-Uni en 1983
Cette page liste les titres classés no 1 des ventes de disques au Royaume-Uni pour l'année 1983 selon The Official Charts Company.
Les classements hebdomadaires sont issus des UK Singles Chart et UK Albums Chart.

## Classement des singles
| №  | Date         | Artiste                  | Titre                                       | Référence |
| -- | ------------ | ------------------------ | ------------------------------------------- | --------- |
| 1  | 2 janvier    | Renée and Renato (en)    | Save Your Love                              |           |
| 2  | 9 janvier    | Phil Collins             | You Can't Hurry Love                        |           |
| 3  | 16 janvier   | Phil Collins             | You Can't Hurry Love                        |           |
| 4  | 23 janvier   | Men at Work              | Down Under                                  |           |
| 5  | 30 janvier   | Men at Work              | Down Under                                  |           |
| 6  | 6 février    | Men at Work              | Down Under                                  |           |
| 7  | 13 février   | Kajagoogoo               | Too Shy                                     |           |
| 8  | 20 février   | Kajagoogoo               | Too Shy                                     |           |
| 9  | 27 février   | Michael Jackson          | Billie Jean                                 |           |
| 10 | 6 mars       | Bonnie Tyler             | Total Eclipse of the Heart                  |           |
| 11 | 13 mars      | Bonnie Tyler             | Total Eclipse of the Heart                  |           |
| 12 | 20 mars      | Duran Duran              | Is There Something I Should Know?           |           |
| 13 | 27 mars      | Duran Duran              | Is There Something I Should Know?           |           |
| 14 | 3 avril      | David Bowie              | Let's Dance                                 |           |
| 15 | 10 avril     | David Bowie              | Let's Dance                                 |           |
| 16 | 17 avril     | David Bowie              | Let's Dance                                 |           |
| 17 | 24 avril     | Spandau Ballet           | True                                        |           |
| 18 | 1er mai      | Spandau Ballet           | True                                        |           |
| 19 | 8 mai        | Spandau Ballet           | True                                        |           |
| 20 | 15 mai       | Spandau Ballet           | True                                        |           |
| 21 | 22 mai       | New Edition              | Candy Girl                                  |           |
| 22 | 29 mai       | The Police               | Every Breath You Take                       |           |
| 23 | 5 juin       | The Police               | Every Breath You Take                       |           |
| 24 | 12 juin      | The Police               | Every Breath You Take                       |           |
| 25 | 19 juin      | The Police               | Every Breath You Take                       |           |
| 26 | 26 juin      | Rod Stewart              | Baby Jane                                   |           |
| 27 | 3 juillet    | Rod Stewart              | Baby Jane                                   |           |
| 28 | 10 juillet   | Rod Stewart              | Baby Jane                                   |           |
| 29 | 17 juillet   | Paul Young               | Wherever I Lay My Hat (That's My Home) (en) |           |
| 30 | 24 juillet   | Paul Young               | Wherever I Lay My Hat (That's My Home) (en) |           |
| 31 | 31 juillet   | Paul Young               | Wherever I Lay My Hat (That's My Home) (en) |           |
| 32 | 7 août       | KC and the Sunshine Band | Give It Up                                  |           |
| 33 | 14 août      | KC and the Sunshine Band | Give It Up                                  |           |
| 34 | 21 août      | KC and the Sunshine Band | Give It Up                                  |           |
| 35 | 28 août      | UB40                     | Red Red Wine                                |           |
| 36 | 4 septembre  | UB40                     | Red Red Wine                                |           |
| 37 | 11 septembre | UB40                     | Red Red Wine                                |           |
| 38 | 18 septembre | Culture Club             | Karma Chameleon                             |           |
| 39 | 25 septembre | Culture Club             | Karma Chameleon                             |           |
| 40 | 2 octobre    | Culture Club             | Karma Chameleon                             |           |
| 41 | 9 octobre    | Culture Club             | Karma Chameleon                             |           |
| 42 | 16 octobre   | Culture Club             | Karma Chameleon                             |           |
| 43 | 23 octobre   | Culture Club             | Karma Chameleon                             |           |
| 44 | 30 octobre   | Billy Joel               | Uptown Girl                                 |           |
| 45 | 6 novembre   | Billy Joel               | Uptown Girl                                 |           |
| 46 | 13 novembre  | Billy Joel               | Uptown Girl                                 |           |
| 47 | 20 novembre  | Billy Joel               | Uptown Girl                                 |           |
| 48 | 27 novembre  | Billy Joel               | Uptown Girl                                 |           |
| 49 | 4 décembre   | The Flying Pickets       | Only You                                    |           |
| 50 | 11 décembre  | The Flying Pickets       | Only You                                    |           |
| 51 | 18 décembre  | The Flying Pickets       | Only You                                    |           |
| 52 | 25 décembre  | The Flying Pickets       | Only You                                    |           |

## Classement des albums
| №  | Date         | Artiste                            | Titre                           | Référence |
| -- | ------------ | ---------------------------------- | ------------------------------- | --------- |
| 1  | 2 janvier    | John Lennon                        | The John Lennon Collection      |           |
| 2  | 9 janvier    | Compilation                        | Raiders of the Pop Charts       |           |
| 3  | 16 janvier   | Compilation                        | Raiders of the Pop Charts       |           |
| 4  | 23 janvier   | Men at Work                        | Business as Usual               |           |
| 5  | 30 janvier   | Men at Work                        | Business as Usual               |           |
| 6  | 6 février    | Men at Work                        | Business as Usual               |           |
| 7  | 13 février   | Men at Work                        | Business as Usual               |           |
| 8  | 20 février   | Men at Work                        | Business as Usual               |           |
| 9  | 27 février   | Michael Jackson                    | Thriller                        |           |
| 10 | 6 mars       | U2                                 | War                             |           |
| 11 | 13 mars      | Michael Jackson                    | Thriller                        |           |
| 12 | 20 mars      | Tears for Fears                    | The Hurting                     |           |
| 13 | 27 mars      | Pink Floyd                         | The Final Cut                   |           |
| 14 | 3 avril      | Pink Floyd                         | The Final Cut                   |           |
| 15 | 10 avril     | Bonnie Tyler                       | Faster Than the Speed of Night  |           |
| 16 | 17 avril     | David Bowie                        | Let's Dance                     |           |
| 17 | 24 avril     | David Bowie                        | Let's Dance                     |           |
| 18 | 1er mai      | David Bowie                        | Let's Dance                     |           |
| 19 | 8 mai        | Spandau Ballet                     | True (en)                       |           |
| 20 | 15 mai       | Michael Jackson                    | Thriller                        |           |
| 21 | 22 mai       | Michael Jackson                    | Thriller                        |           |
| 22 | 29 mai       | Michael Jackson                    | Thriller                        |           |
| 23 | 5 juin       | Michael Jackson                    | Thriller                        |           |
| 24 | 12 juin      | Michael Jackson                    | Thriller                        |           |
| 25 | 19 juin      | The Police                         | Synchronicity                   |           |
| 26 | 26 juin      | The Police                         | Synchronicity                   |           |
| 27 | 3 juillet    | Wham!                              | Fantastic                       |           |
| 28 | 10 juillet   | Wham!                              | Fantastic                       |           |
| 29 | 17 juillet   | Yazoo                              | You and Me Both                 |           |
| 30 | 24 juillet   | Yazoo                              | You and Me Both                 |           |
| 31 | 31 juillet   | The Beach Boys                     | The Very Best of The Beach Boys |           |
| 32 | 7 août       | The Beach Boys                     | The Very Best of The Beach Boys |           |
| 33 | 14 août      | Michael Jackson & The Jackson Five | 18 Greatest Hits                |           |
| 34 | 21 août      | Michael Jackson & The Jackson Five | 18 Greatest Hits                |           |
| 35 | 28 août      | Michael Jackson & The Jackson Five | 18 Greatest Hits                |           |
| 36 | 4 septembre  | The Beach Boys                     | The Very Best of The Beach Boys |           |
| 37 | 11 septembre | Paul Young                         | No Parlez                       |           |
| 38 | 18 septembre | UB40                               | Labour of Love                  |           |
| 39 | 25 septembre | Paul Young                         | No Parlez                       |           |
| 40 | 2 octobre    | Paul Young                         | No Parlez                       |           |
| 41 | 9 octobre    | Genesis                            | Genesis                         |           |
| 42 | 16 octobre   | Culture Club                       | Colour by Numbers               |           |
| 43 | 23 octobre   | Culture Club                       | Colour by Numbers               |           |
| 44 | 30 octobre   | Culture Club                       | Colour by Numbers               |           |
| 45 | 6 novembre   | Lionel Richie                      | Can't Slow Down                 |           |
| 46 | 13 novembre  | Culture Club                       | Colour by Numbers               |           |
| 47 | 20 novembre  | Culture Club                       | Colour by Numbers               |           |
| 48 | 27 novembre  | Duran Duran                        | Seven and the Ragged Tiger      |           |
| 49 | 4 décembre   | Paul Young                         | No Parlez                       |           |
| 50 | 11 décembre  | Compilation                        | Now That's What I Call Music    |           |
| 51 | 18 décembre  | Compilation                        | Now That's What I Call Music    |           |
| 52 | 25 décembre  | Compilation                        | Now That's What I Call Music    |           |

## Meilleures ventes de l'année
Karma Chameleon du groupe Culture Club occupe la première place du classement annuel des ventes de singles avec 955 000 exemplaires vendus. Il devance Uptown Girl de Billy Joel (602 000 ventes), Red Red Wine du groupe UB40 (550 000) et Let's Dance de David Bowie (471 000). 
| Singles | Albums |
| --- | --- |
| 1. Culture Club – Karma Chameleon 2. Billy Joel - Uptown Girl 3. UB40 – Red Red Wine 4. David Bowie - Let's Dance 5. Bonnie Tyler - Total Eclipse of the Heart 6. Spandau Ballet - True 7. Men at Work - Down Under 8. Michael Jackson - Billie Jean 9. The Flying Pickets - Only You 10. Lionel Richie - All Night Long (All Night) | 1. Michael Jackson – Thriller 2. David Bowie - Let's Dance 3. Culture Club - Colour by Numbers 4. Paul Young - No Parlez 5. Spandau Ballet - True 6. Wham! - Fantastic 7. Men at Work - Business as Usual 8. The Police - Synchronicity 9. Genesis - Genesis 10. Eurythmics - Sweet Dreams (Are Made of This) |